# Josep Barberà i Sorlí
Josep Barberà i Sorlí (Benicarló, Baix Maestrat, 1983) és un polític valencià, president d'Esquerra Republicana del País Valencià des de març de l'any 2016. Té estudis d'Història Moderna i Contemporània per la Universitat de Barcelona, i és cap de publicacions de l'Editorial Sankara. Va ser regidor de la coalició Compromís-Esquerra Republicana a l'Ajuntament de Benicarló on fou regidor de cultura.
Militant d'ERPV des del 2004, va encapçalar la llista del partit a la circumscripció de Castelló per a les eleccions espanyoles de 2008. L'any 2015 va encapçalar la coalició electoral Ara, País Valencià a les eleccions espanyoles de 2015. El 2016 va ser escollit, al VII Congrés d'ERPV celebrat al Centre Cívic del Port de Sagunt, nou president del partit amb el 98% dels vots de la militància.